# Kanton Saint-Nicolas-de-Port
Kanton Saint-Nicolas-de-Port (fr. Canton de Saint-Nicolas-de-Port) byl francouzský kanton v departementu Meurthe-et-Moselle v regionu Lotrinsko. Tvořilo ho 14 obcí. Zrušen byl po reformě kantonů 2014.

## Obce kantonu
- Azelot
- Burthecourt-aux-Chênes
- Coyviller
- Dombasle-sur-Meurthe
- Ferrières
- Flavigny-sur-Moselle
- Lupcourt
- Manoncourt-en-Vermois
- Richardménil
- Rosières-aux-Salines
- Saffais
- Saint-Nicolas-de-Port
- Tonnoy
- Ville-en-Vermois